# Englegård - alle gode gange 3
Englegård - alle gode gange 3 er en svensk dramafilm fra 2010 instrueret af Colin Nutley. Filmen er den tredje i filmserien om Englegård og er en efterfølger til Englegård - næste sommer, der blev udgivet 16 år tidligere i 1994.
Filmen havde premiere den 25. december 2010 og blev hovedsageligt mødt med negative anmeldelser, men blev en kommerciel succes idet den blev set af 496.268 mennesker alene i Sverige.

## Handling
Meget forandrer sig i en landsby på femten år. Mennesker forelsker sig, gifter sig, får børn, bliver skilt. Nogle flytter, nogle dør, i Yxared, præcis som andre steder. Fanny, Zac og datteren Alice rejser tilbage til den lille landsby i Västergötland. Det er Alice, der får dem til at vende tilbage, hvor kommer hun fra, hvad er hendes rødder? Spørgsmålet om, hvem der egentlig er Fannys far, bliver igen aktuelt. Og Alice, hvem er hendes far?

## Medvirkende
- Helena Bergström som Fanny Zander
- Rikard Wolff som Zac
- Molly Nutley som Alice Zander
- Sven Wollter som Axel Flogfält
- Reine Brynolfsson som Henning Collmer
- Jakob Eklund som Mårten Flogfält
- Tord Peterson som Ivar Pettersson
- Jan Mybrand som Per-Ove Ågren
- Ing-Marie Carlsson som Eva Ågren
- Maria Lundqvist som Anki
- Lena T. Hansson som Mona